# ラムトン郡

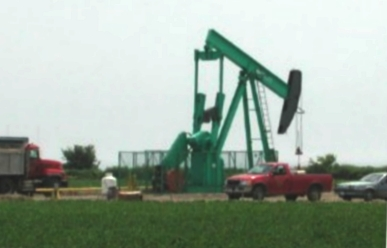
サーニア近くの石油井戸

ラムトン郡（英：Lambton County）は、カナダのオンタリオ州南西部に位置する地方行政区。北にあるヒューロン湖はセントクレア川へ流れ込んでおり、川の対岸はアメリカとなっている。郡最大の都市サーニアにはアメリカとつながっているブルーウォーター・ブリッジがある。
石油化学産業が郡の経済を支える重要なセクターとなっており、湖や川沿いを中心に観光業も盛んである。小さな町や村々では今も農業が多く見られるが郡の経済としての重要性は低い。

## 主な都市
- サーニア （Sarnia）
- ラムトンショアーズ （Lambton Shores）
- ペトロリア （Petrolia）
- プリンプトン・ワイオミング （Plympton-Wyoming）